# Teleperformance
Teleperformance este o companie internațională de origine franceză. Lider global în centre de apeluri, s-a diversificat din 2017, adăugând managementul relațiilor cu clienții pe mai multe canale, externalizarea funcțiilor de back-office și moderarea rețelelor sociale.
Grupul are peste 383.000 de angajați și a atins o cifră de afaceri de 5.732 milioane de euro în 2020. Este listat în CAC 40 din iunie 2020.